# FloraBase
FloraBase é um website de acesso público da base de dados da flora da Austrália Ocidental. Junta informação científica autorizada sobre 12.978 taxa, incluindo descrições, mapas, imagens, estado de conservação e detalhes de nomenclatura. Também se registam 1.272 exóticas taxa (invasoras naturalizadas).
O sistema toma os dados de uma série de conjuntos, incluindo o censo das plantas da Austrália Ocidental e da base de dados do Herbário da Austrália que mostra perto de 650.000 coleções de plantas. Estabeleceu-se em novembro de 1998 por Alex Chapman, um cientista de investigação e botânico do Herbário.

### Outros artigos
- Flora da Austrália